# Entrelacs
Entrelacs község Franciaország Auvergne-Rhône-Alpes régiójában, Savoie megyében. Új községként 2016. január 1-jén jött létre Albens, Cessens, Épersy, Mognard, Saint-Germain-la-Chambotte és Saint-Girod községek egyesítésével. A korábbi települések delegált község státusszal az új község részei lettek. Lakosainak száma 6465 fő (2022. január 1.).

## Népesség
| Lakosok száma | 6268 | 6290 | 6315 | 6340 | 6329 | 6465 |
|               | 2017 | 2018 | 2019 | 2020 | 2021 | 2022 |